# Ликоджи, Мулумба
Мулумба Ликоджи (фр. Mulumba Lukoji; 5 марта 1943, Кипуши, Верхняя Катанга — 3 марта 1997, Йоханнесбург) — государственный и политический деятель Демократической Республики Конго. 

## Биография
Ученый по профессии, стал премьер-министром Заира 1 апреля 1991 года после того, как Лунда Булулу ушёл в отставку. До своего назначения на должность был относительно неизвестен, но его хвалили за экономическую хватку.
Его назначение было воспринято как шаг к тому, чтобы лидеры оппозиции Этьен Чисекеди и Жан Нгуза Карл-и-Бонд потеряли поддержку. Руководил Национальной конференцией в августе 1991 года, после чего в стране начался переход к демократизации. Его критиковали за то, что был слишком близок к президенту Мобуту Сесе Секо и быстро потерял поддержку оппозиционных сил. Вынужден был уйти в отставку 29 сентября 1991 года из-за гражданских беспорядков. Умер в Йоханнесбурге 3 марта 1997 года.